# Badiaranké (peuple)
Pour les articles homonymes, voir Badiaranké.
Les Badiaranké sont une population d'Afrique de l'Ouest vivant sur un petit territoire au sud-est du Sénégal, en Guinée et en Guinée-Bissau. Ils tirent leur nom du Mont Badiar, colline située à une quinzaine de kilomètres de Koundara. La région, assez isolée, s'appelle le Badiar.

## Ethnonymie
Selon les sources et le contexte, on observe de nombreuses variantes : Badian, Badiaranké, Badiar, Badyarankés, Badyaran, Badyara, Badyar, Bajaranke, Bajar, Bijad, Gola, Golas, Padjade, Padsade, Pajade, Pajadinca, Pajadinka.

## Population
Ils vivent dans une vingtaine de villages comprenant chacun de 100 à 500 personnes et pratiquent une agriculture de subsistance. Ce sont aussi de bons apiculteurs. Ils sont de plus en plus nombreux à rechercher des emplois saisonniers dans les villes.

## Langues
Ils font partie du groupe ethnolinguistique Tenda et parlent le badiaranké. Le mandingue est également utilisé.